# جاتيلوسي
جاتيلوسي (بالإيطالية:Gattilusi)؛ (مفردها جاتيلوسيو)؛ (بالإيطالية:Gattilusio)؛ هي أسرة جنوية كانت تسيطر على عدد من الجزر في شمال بحر ايجه منذ عام 1355 م وحتى منتصف القرن الخامس عشر. 

## أمراء ليسبوس
- فرانشيسكو جاتيلوسيو الأول (1355-1384).
- فرانشيسكو جاتيلوسيو الثاني (1384-1404).
- جاكوبو جاتيلوسيو (1404-1428).
- دورينو جاتيلوسيو الأول (1428–1455).
- دومينيكو جاتيلوسيو (1455–1458).
- نيكولو جاتيلوسيو (1458-1462).

## أمراء آينوس
- نيكولو جاتيليسيو (1376-1409).
- بالاميد جاتيليسيو (1409-1455).
- دورينو الثاني جاتيليسيو (1455–1456).